# Louise Lateau

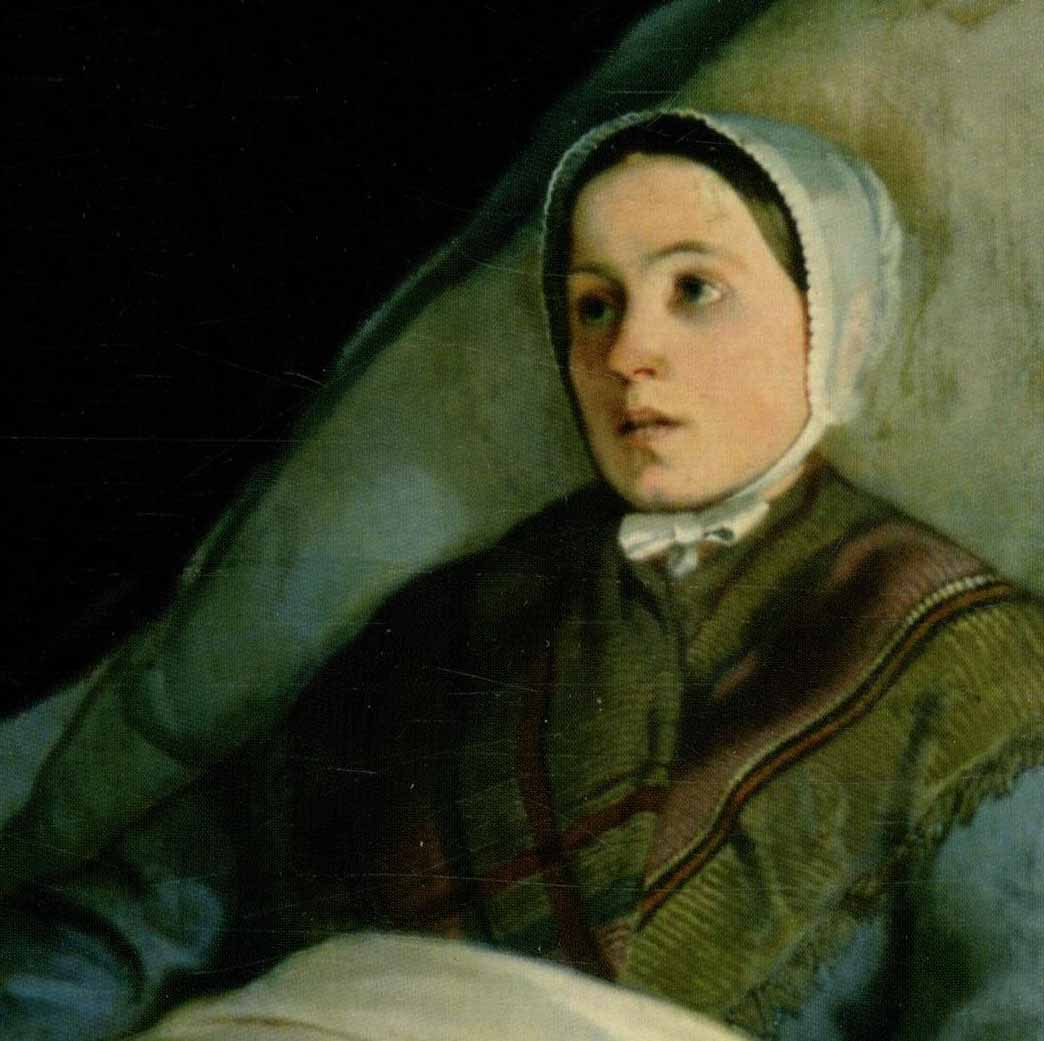
Louise Lateau

Louise Lateau (ur. 29 stycznia 1850 w Bois-d’Haine w Belgii, zm. 25 sierpnia 1883 tamże) – belgijska mistyczka i stygmatyczka.
Słynęła (w latach 60. XIX wieku) ze swoich stanów mistycznych. W latach 1868–1883 obserwowało ją wielu lekarzy, członków duchowieństwa i innych odwiedzających, stąd też jest jednym z najlepiej udokumentowanych przypadków stygmatyzmu.